# قوات إكس

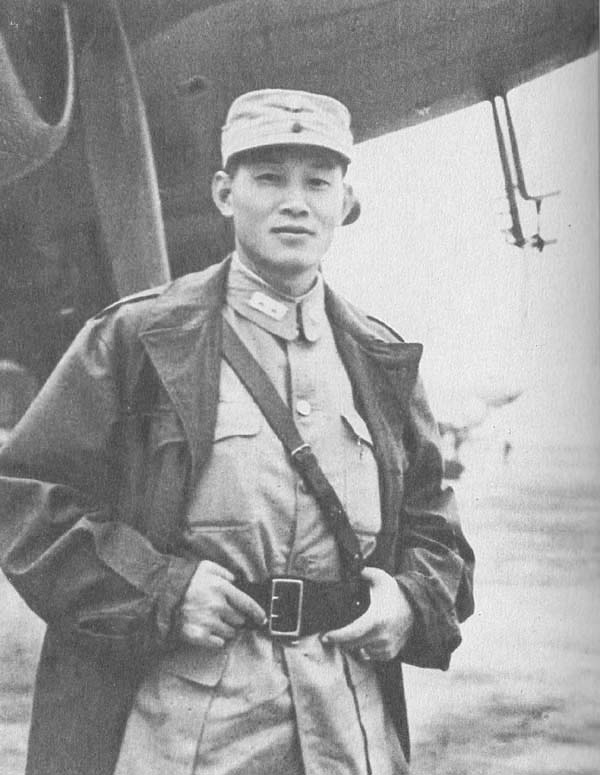
الجيش الصيني في الهند القائد- سون لي جين

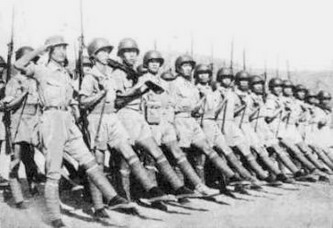
تجهيز الولايات المتحدة للجيش الصيني في الهند.

قوات إكس هو الاسم الذي يُعطى لجزء من قوة المشاة الصينية التابعة للجيش الثوري الصيني. في عام 1942 انسحبت قوات إكس من بورما إلي الهند، وفي نفس العام أرسل شيانج كاي شيك قوات إلي بورما من اليونان، لمساعدة البريطانيين في إيقاف اليابانيين. أصبحت هذه القوات الصينية مفككة، وعند انسحاب بورما، دخل جزء من هذه القوات إلى الهند. تم تجميع هذه الوحدات في ولاية جهارخاند. تم تقسيم الوحدات إلى خمسة أقسام الصينية الجديدة 30، الصينية الجديدة 22، الصينية الجديدة 38، الصينية الجديدة 14، الصينية الجديدة 50. تم إعادة تجهيز الوحدات وتدريبها من قبل المدربين الأميركيين على حساب البريطانيين.
في كل فريقه من الفرق الخمسة حوالي 15,000 جندي، أي ما يعادل 75,000 لجميع الفرق. شكل كل من الفرقتين الثلاثون والثماني والثلاثون الجيش الأول الجديد الذي كان بقيادة سون لي جين. بينما شكلت الفرق الإثنين والعشرون والأربعة عشر والخمسون الجيش السادس الجديد الذي كان بقيادة لياو ياو شيانج. تم تسميته قوات إكس من قبل اللواء جوزف ستيلويل، واستخدمهم كرأس حربة لقيادة فتح طريق بري إلي الصين يسمي طريق ليدو. كان اللواء سون لي جين، هو القائد البارز في قوات إكس، الذي قام بقيادة الفرقة الثماني والثلاثون في الصين، وأشاد به قائد الجيش البريطاني الرابع عشر (لاحقًا المشير الميداني) وليم سليم في كتابه «هزيمة إلى نصر». القوات الصينية التي عادت إلى بورما من يونان تعرف باسم قوات واي.

## الصين دفاعية 1942 - 1945
الصين دفاعية 1942 - 1945 هو مقال أعده مركز جيش الولايات المتحدة للتاريخ العسكري بقلم مارك دال.

## وصلات خارجية
- حملة الجيش الصيني الهند-بورما، تاريخ تصويري فريد من منظور صيني- 7 فبراير 2009.